# Il club degli scapoli
Il club degli scapoli (The Night Club) è un film muto del 1925 diretto da Frank Urson e Paul Iribe (la firma di quest'ultimo, nome illustre della moda francese, appare anche come quella di autore dei costumi). Prodotto dalla Paramount Pictures, il film aveva come interpreti principale Raymond Griffith affiancato da Vera Reynolds, Wallace Beery, Louise Fazenda, William Austin, Leo Willis.
La sceneggiatura prende spunto da After Five, lavoro teatrale di William C. de Mille e Cecil B. DeMille andato in scena a Broadway il 29 ottobre 1913. La commedia era già stata portata sullo schermo nel 1915 da un altro film Paramount, After Five, diretto da Oscar Apfel e Cecil B. DeMille.

## Trama
Sscapolo ad oltranza e fondatore di un circolo, The Night Club, una libera organizzazione di scapoli impenitenti, Bob White alla fine ha deciso di sposarsi. Ma le nozze vanno a monte, perché la sposa lo lascia solo ai piedi dell'altare. La brutta esperienza lo fa diventare un misogino e, quando viene a sapere che potrà ereditare un milione di dollari soltanto se sposerà tale Grace Henderson, preferisce rinunciare a quella montagna di denaro pur di non sposarsi. Qualche tempo dopo, Bob incontra per caso Grace: ignorando chi sia veramente, si innamora di lei. Ma la donna, venuta a conoscenza dell'identità di Bob, credendo che lui la voglia sposare solo per entrare in possesso dell'eredità, lo respinge. Bob scopre che, se lui muore, l'eredità andrà a Grace. Decide allora di sacrificarsi e cerca di uccidersi, ma i suoi tentativi vanno, per fortuna, tutti a vuoto. Grace, finalmente, si rende conto dei veri sentimenti di Bob e accetta di sposarlo.

## Produzione
Il film fu prodotto dalla Famous Players-Lasky Corporation (Paramount Pictures) con il titolo di lavorazione After Five.

## Distribuzione
Il copyright del film, richiesto dalla Famous Players-Lasky Corp., fu registrato il 28 aprile 1925 con il numero LP21413.
La Paramount British Pictures lo distribuì nelle sale britanniche il 25 gennaio 1925. Negli Stati Uniti, il film uscì il 27 aprile 1925 distribuito dalla Paramount Pictures. L'Universum Film (UFA) lo distribuì in Germania nel febbraio 1926 con il titolo Bräutigam auf Abbruch; in Finlandia, uscì il 27 dicembre 1926. In Austria, prese il titolo Der verhinderte Bräutigam, in Francia quello di Raymond ne veut plus de femmes, in Danimarca, di Færdig med Kvinder e in Svezia di Nattklubben.
Copie incomplete della pellicola, mancante di un rullo, sono conservate negli archivi della Cineteca del Friuli di Gemona, in quelli della Library of Congress di Washington, dell'UCLA Film And Television Archive di Los Angeles, del George Eastman House di Rochester, del Pacific Film Archive di Berkeley.